# Oster (rivière)
Pour les articles homonymes, voir Oster (homonymie).
La rivière Oster (en ukrainien : Остер) est un cours d'eau d'Ukraine et un affluent de la Desna, dans le bassin du Dniepr.

## Géographie
Longue de 199 km, l'Oster arrose l'oblast de Tchernihiv et draine un bassin de 2 950 km2. Elle prend sa source près de la commune urbaine de Dmytrivka sur les contreforts du plateau de Poltava et coule vers l'ouest jusqu'à sa confluence avec la Desna. Son débit est de 3,2 m3/s mesuré à 27 km en amont de mon point de confluence avec la Desna.
L'Oster arrose les localités de Nijyn, Kozelets et Oster.

## Source
- (ru) Grande Encyclopédie soviétique